# UHU
Pour les articles homonymes, voir Uhu.
UHU est une entreprise allemande produisant de la colle, principalement sous forme de bâtons et de tubes destinés à l'usage domestique.

## Histoire
En 1905, le pharmacien August Fischer (de) achète la petite usine chimique de Ludwig Hoerth, fondée en 1884 à Bühl. Il y poursuit d'abord la production d'encres, tampons encreurs, peintures et adhésifs.
En 1932, August Fischer invente la première colle en résine synthétique limpide prête à l'emploi, avec laquelle on peut assembler plusieurs éléments. Il s'agit d'une solution à 40 % de polyacétate de vinyle mélangé à de l'acétone et de l'acétate de méthyle. Elle peut s'appliquer aux premières matières plastiques telles que la bakélite et sert dans la construction de l'espace intérieur du zeppelin Hindenburg.
August Fischer pense à la vente de sa colle au grand public. Il en fait une fourniture de bureau et lui donne le nom de UHU qui signifie hibou grand-duc en allemand et qui vit dans la Forêt-Noire, près de laquelle la société est implantée. Fischer suit ainsi la tradition de l'entreprise papetière de donner des noms d'oiseaux (comme Pelikan et Marabuwerke (de)) à des sociétés. Cette appellation est choisie parce qu'elle est facile à prononcer dans toutes les langues.

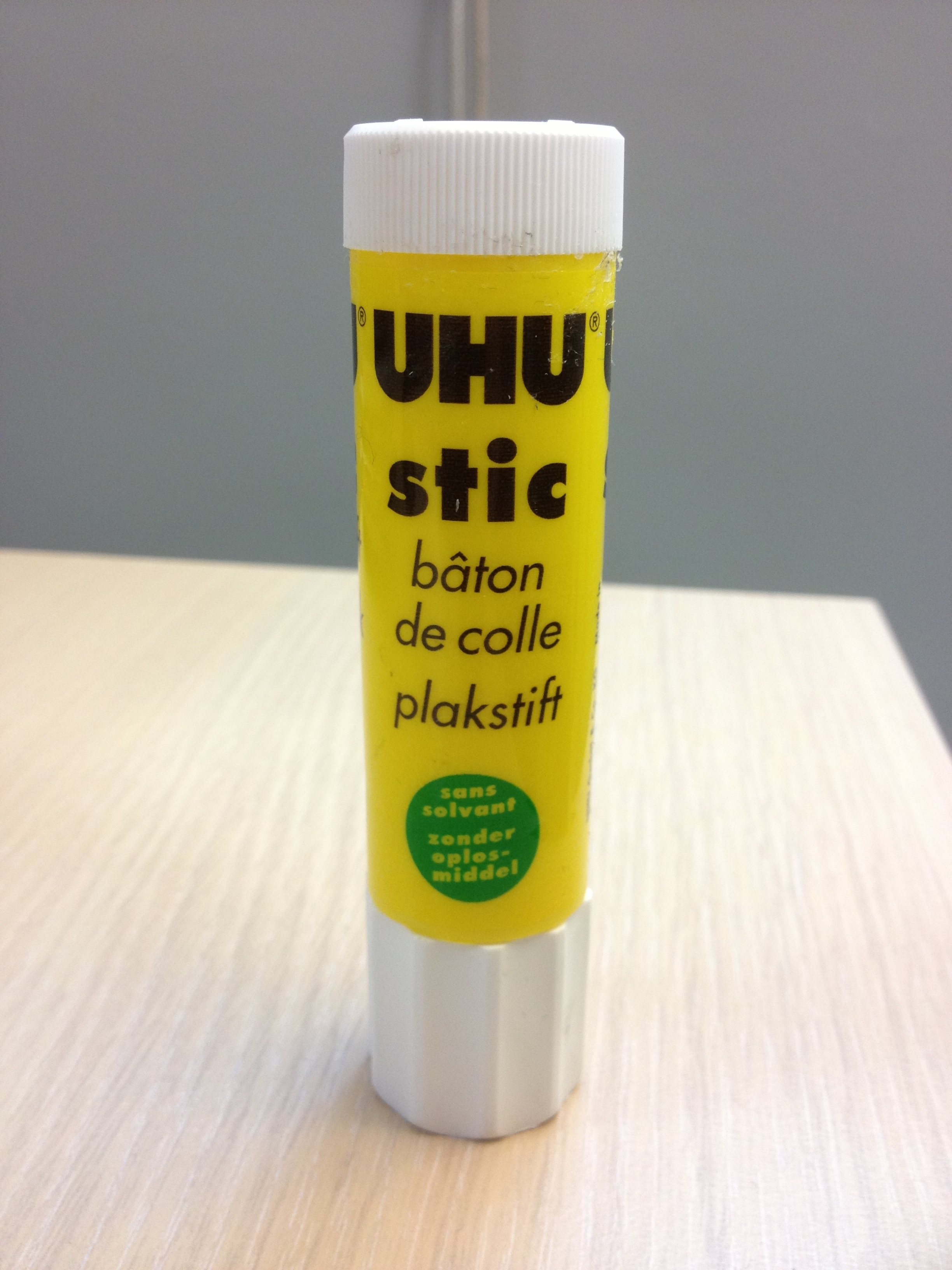
Bâton de colle produit phare de la marque.

Le produit le plus connu de UHU est la colle grand public comme les bâtons pour la papeterie et les tubes pour le petit bricolage. Ses produits vont de l'adhésif à usage domestique à de la colle, de l'adhésif et des produits d'étanchéité pour une utilisation industrielle très spécialisée.

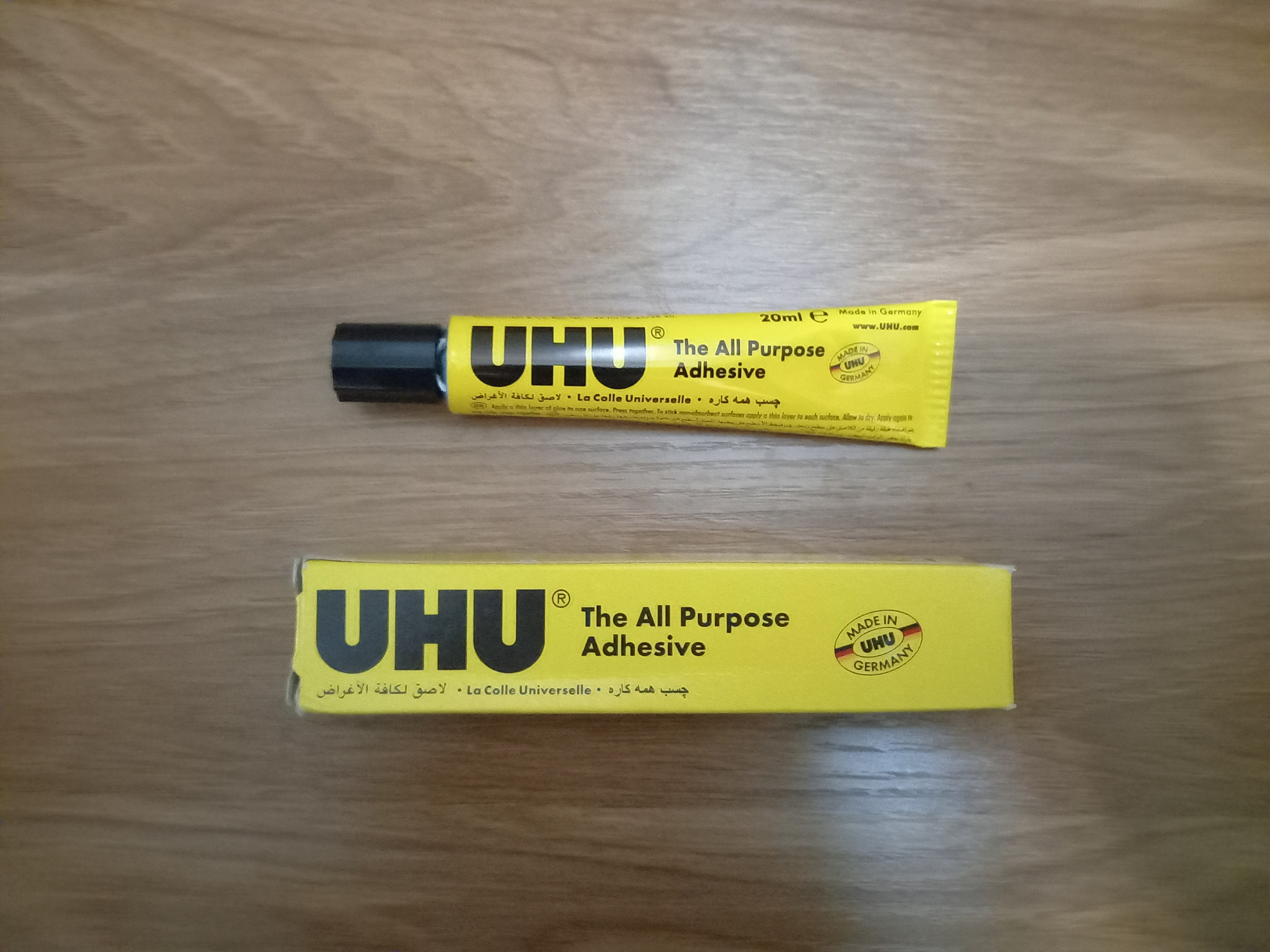
Tube de colle fabriqué par l'entreprise.

En 1971, la compagnie passe dans les mains du groupe britannique Beecham (qui deviendra bien plus tard une filiale de GlaxoSmithKline). Il veut s'en séparer en 1989 et monte un management buy-out.
Depuis 1994, UHU est une filiale en propriété exclusive de la société italienne Bolton Group.
UHU fait 60 % de ses ventes à l'exportation et ses produits sont vendus dans plus de 125 pays.
Son plus grand concurrent sur le marché allemand est le groupe Henkel avec les marques de colle Pattex et Pritt. Mais UHU s'est tellement imposé en Allemagne que la marque est devenue un nom pour désigner la colle.